# Elaphoglossum pseudoboryanum
Elaphoglossum pseudoboryanum är en träjonväxtart som beskrevs av John T. Mickel. Elaphoglossum pseudoboryanum ingår i släktet Elaphoglossum och familjen Dryopteridaceae. Inga underarter finns listade.